# 6528 Боден
6528 Боден (6528 Boden) — астероїд головного поясу.
Тіссеранів параметр щодо Юпітера — 3,603.